# 賴主恩
賴主恩（1996年7月23日—），出生於台灣屏東縣，台灣男子拳擊運動員。他參加2016年奧運拳擊世界區資格賽60公斤級項目奪得銅牌，順利取得奧運參賽資格，也為台灣取得睽違20年的男子參賽資格。
賴主恩代表中華台北參加2016年夏季奧林匹克運動會拳擊比賽60公斤級項目，最終於32強賽遇上荷蘭的恩里科·拉克鲁兹以1比2敗下陣來。2024年出戰巴黎奧運會男子輕次中量級（63.5公斤級）拳擊比賽，於16強賽事2:3不敵哈薩克選手Mukhammedsabyr Bazarbayuly。

## 外部連結
- 賴主恩在BoxRec（英语）
- 賴主恩在Olympics.com（英语）
- 賴主恩在Olympedia（英语）
- 賴主恩的Instagram帳戶